# الزوامل (بلبيس)
قرية الزوامل هي إحدى القرى التابعة لمركز بلبيس في محافظة الشرقية في جمهورية مصر العربية. حسب إحصاءات سنة 2006، بلغ إجمالي السكان في الزوامل 27033 نسمة، منهم 13888 رجل و13145 امرأة.

## التاريخ
ذكرها علي مبارك في كتابه الخطط التوفيقية، حيث ذكر أنها من قرى مديرية الشرقية بقسم بلبيس، وأن بها عدة مساجد وكتاتيب، وبساتين كثيرة ونحو أربعين ألف نخلة، وجملة أراضيها 2123 فدان، وتعداد أهلها 3026 نسمة يحترفون الزراعة وبيع الثمار وخاصة البطيخ.